# Schowti Wody
Schowti Wody (ukrainisch Жо́вті Во́ди; russisch Жёлтые Воды Scholtyje Wody, englische Transkription Zhovti Vody, zu deutsch „Gelbe Wasser“) ist eine Stadt mit Oblast-Bedeutung im Zentrum der Ukraine. Sie ist eine der jüngsten Städte der Ukraine und mit 46.200 Einwohnern (1. April 2017) die achtgrößte Stadt der Oblast Dnipropetrowsk.
Die Stadt ist Teil der Agglomeration Krywyj Rih, einer in der wohl wichtigsten Eisenerz-Region Osteuropas, dem Krywbass, gelegenen Metropolregion, die wiederum zur Wirtschaftsregion Dnepr zählt.

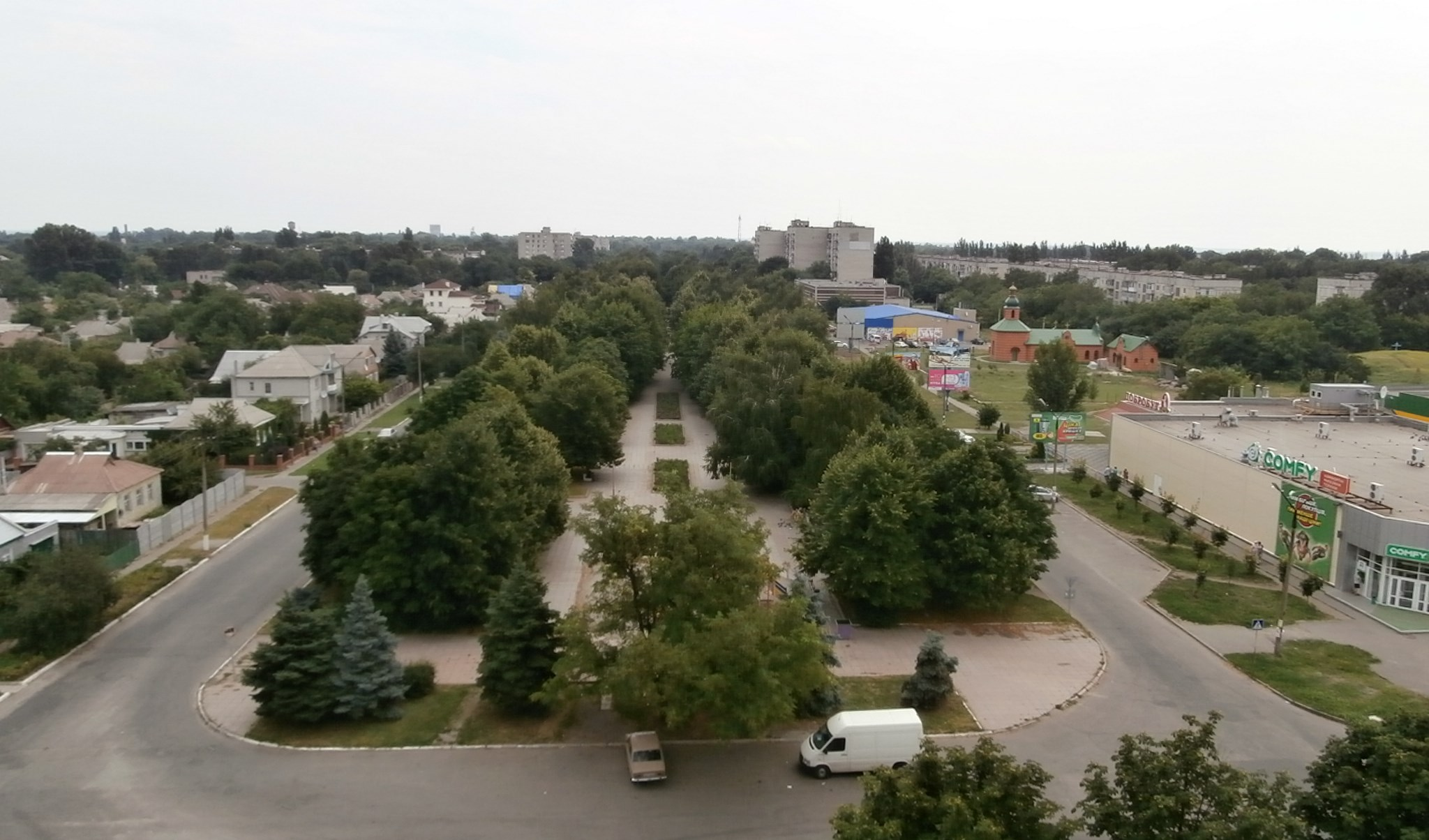
Blick auf die nach dem Bolschewiken Grigori Petrowski benannte Hauptstraße der Stadt

Skyline vom Tal der Schowta gesehen

Schowti Wody ist ein Zentrum der Förderung und Weiterverarbeitung von Uran und besitzt eine der weltweit drei Minen, die kommerziell Scandium produzieren.

## Geographie

### Geographische Lage
Schowti Wody befindet sich in der Eurasischen Steppe im historischen Gebiet des „Wilden Feldes“ am Rande des Dneprhochlands. Die Schowta (dt. „die Gelbe“), ein Nebenfluss des Inhulez, fließt durch die Stadt, die administrativ im Westen der Oblast Dnipropetrowsk an der Grenze zur Oblast Kirowohrad liegt.
| Kiew ≈ 380 km Oleksandrija ≈ 60 km | Krementschuk ≈ 115 km                       | Kamjanske ≈ 110 km      |
| Kropywnyzkyj ≈ 115 km              | Kompassrose, die auf Nachbargemeinden zeigt | Dnipro ≈ 135 km         |
| Mykolajiw ≈ 240 km                 | Krywyj Rih ≈ 70 km                          | Saporischschja ≈ 180 km |

#### Nachbargemeinden
Die die Stadt umgebenden, mit etwa 25 Einwohnern/ km² dünn besiedelten Rajons sind im Osten der Rajon Pjatychatky mit den Gemeinden Bohdano-Nadeschdiwka, Sawro und Marjaniwka sowie im Westen der zur Oblast Kirowohrad gehörende Rajon Petrowe mit der Gemeinde Kosazke.

### Relief
Das Stadtgebiet liegt auf einer Ebene in 130 m Höhe. Das Tal der Schowta liegt in 100 m Höhe und die höchste Erhebung im Stadtgebiet ist 149,6 m hoch. Der niedrigste Punkt der Stadt liegt auf 60 m Höhe am Boden der stillgelegten Erzgrube „Kapital“.

### Stadtgliederung
Das Stadtgebiet erstreckt sich auf einer Länge von 7,7 km von Norden nach Süden und 5,3 km von Westen nach Osten und umfasst eine Fläche von 3325 ha (33,25 km²). Der Stadtkern von Schowti Wody hat einen nahezu rechteckigen Grundriss, dessen Länge von Norden nach Süden 2,4 km und in Ost-West-Richtung 3,5 km beträgt. Ein Großteil der Straßen der Stadt sind von Bäumen, insbesondere Aprikosenbäumen, gesäumt.

Altstadt mit Puschkin-Denkmal

Der Stadtkern gliedert sich in drei Teile.
Der östliche Teil der Stadt ist der älteste. Er wurde in den 1950er Jahren erbaut. Hier befindet sich unter anderem der Palast der Kultur mit dem ihn umgebenden „Ehrenpark“, das Stadthistorische Museum, im Süden das Naherholungsgebiet „Kinderpark“ wie auch ein Denkmal zu Ehren des russischen Dichters Alexander Puschkin.

Wohnhäuser im Westen der Stadt

Der mittlere Teil wurde in den 1970er bis 1980er Jahren errichtet. Hier ist das Zentrum der Stadt, in dem sich unter anderem die Haupteinkaufsstraße, die „Straße des 50. Jahrestages des Komsomol“ (ukr. вулиця 50-річчя Комсомолу), das Rathaus und das „Institute of Business Strategie“ befindet. Die Wohnhäuser in diesem Stadtgebiet sind sogenannte Chruschtschowkas.
Der westliche Teil, der in den späten 1980er Jahren und frühen 1990er Jahren erbaut wurde, ist der jüngste der Stadt. Er ist zu seinem größten Teil eine Trabantenstadt, beherbergt aber auch den ständigen Markt (ukr. Базар/Basar) der Stadt.
Nördlich des Stadtkernes befindet sich das Gewerbe- und Industriegebiet der Stadt, das sich jedoch durch Schließung von Minen und Industriebetrieben mittlerweile in teilweise desolatem Zustand befindet.
Der Osten und Südosten der Stadt ist suburban geprägt.

## Verwaltungsgliederung
Am 12. Juni 2020 wurde die Stadt zum Zentrum der neugegründeten Stadtgemeinde Schowti Wody (Жовтоводська міська громада/Schowtowodska miska hromada). Zu dieser zählen auch die 3 in der untenstehenden Tabelle aufgelisteten Dörfer, bis dahin bildete sie zusammen mit dem Dorf Sucha Balka die gleichnamige Stadtratsgemeinde Schowti Wody (Жовтоводськаміська рада/Schowtowodska miska rada) unter Oblastverwaltung im Westen des sie umgebenden Rajons Pjatychatky.
Am 17. Juli 2020 kam es im Zuge einer großen Rajonsreform zum Anschluss des Rajonsgebietes an den Rajon Kamjanske.
Folgende Orte sind neben dem Hauptort Schowti Wody Teil der Gemeinde:
| Name                     | Name       | Name                        |
| ukrainisch transkribiert | ukrainisch | russisch                    |
| ------------------------ | ---------- | --------------------------- |
| Marjaniwka               | Мар’янівка | Марьяновка (Marjanowka)     |
| Sucha Balka              | Суха Балка | Сухая Балка (Suchaja Balka) |
| Wolotschajiwka           | Волочаївка | Волочаевка (Wolotschajewka) |

### Verkehrsinfrastruktur

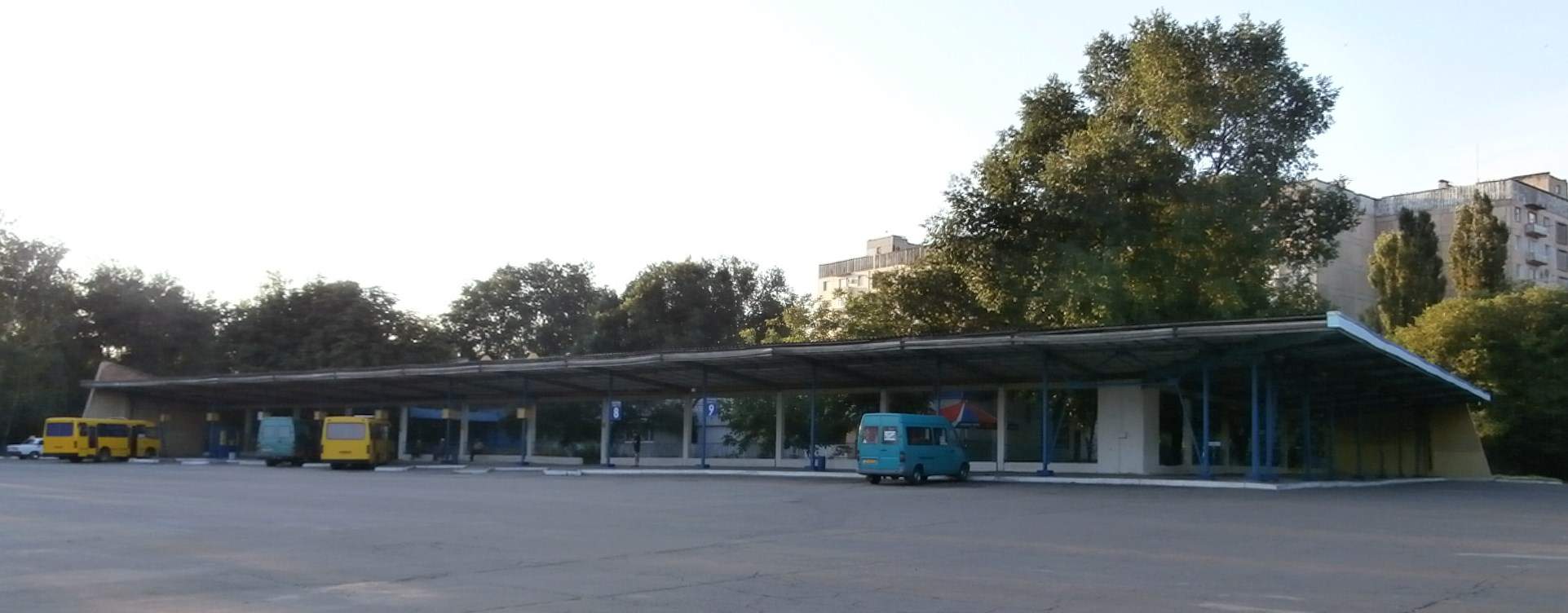
Busbahnhof

Innerstädtisch gibt es neben dem Individualverkehr den öffentlichen Nahverkehr, bestehend aus einigen Buslinien, mit denen man zum Preis von 3 UAH eine Strecke im Stadtgebiet zurücklegen kann, sowie zahlreichen Taxen.
Der Fernverkehr wird über den Busbahnhof Schowti Wody (ukr. Автовокзал Жовті Води) im Nordwesten der Stadt abgewickelt. Der Busbahnhof gehört zum Regionalen Unternehmen der Bus-Stationen Dnepropetrovsk (ukr. ПАТ «Дніпропетровське обласне підприємство автобусних станцій»). Von diesem bestehen mehrmals täglich Direktverbindungen mit Reisebussen, unter anderem nach Kiew, Dnipro, Oleksandrija, Krywyj Rih und Krementschuk, sowie mit kleinen Überlandbussen, den sogenannten Marschrutkas, in die Nachbarorte, wie zum Beispiel stündlich zum Preis von 8,39 ₴ zum Bahnhof in Pjatychatky zur Weiterreise mit dem Zug.
Schowti Wody verfügt im Norden der Stadt lediglich über einen Güterbahnhof (Schowti Wody 2), der über eine Stichstrecke mit der Hauptstrecke in Pjatychatky verbunden ist.
Die nächstgelegenen Flughäfen sind die Flughäfen Krywyj Rih und Dnipro. 4 km westlich der Stadt, auf dem Gemeindegebiet von Kosazke liegt der ehemalige „Flugplatz Schowti Wody“ mit einer 400 m langen Start- und Landebahn.

#### Straßennetz

Ortseingangsschild

Außerhalb der Stadt sind die Straßen oft uneben, nicht gesichert und von Schlaglöchern geprägt. Durch die Stadt verläuft die Regionalstraße P 74 (bis 1. Januar 2013 Territorialstraße T–04–18), die über eine Länge von 121 km von Schyroke über Krywyj Rih, Tscherwone und an Bohdano-Nadeschdiwka vorbei bis nach Pjatychatky führt. Außerdem beginnt hier die Territorialstraße T–12–10, die über Petrowe, Werbljuschka und Dolynska führt und nach 118 km in Ustyniwka endet.
Bei Schowte, gut zehn Kilometer nördlich der Stadt verläuft die, für ukrainische Verhältnisse in gutem Zustand befindliche, Fernstraße M 04/E 50, die in westliche Richtung bis Snamjanka und von dort als N 01 weiter nach Kiew führt. In östliche Richtung verbindet sie die Stadt mit Dnipro und im weiteren Verlauf mit dem Donezbecken und Russland.
Das Kfz-Kennzeichen der Stadt ist seit 2004, wie in der gesamten Oblast: AE.

### Klima
|                        | Jan  | Feb  | Mär | Apr | Mai  | Jun  | Jul  | Aug  | Sep  | Okt | Nov | Dez  |   |      |
| Mittl. Temperatur (°C) | −5,5 | −4,1 | 0,8 | 9,4 | 16,0 | 19,6 | 21,3 | 20,6 | 15,4 | 8,4 | 2,5 | −2,1 | ⌀ | 8,6  |
| Mittl. Tagesmax. (°C)  | −2   | −1   | 6   | 15  | 22   | 25   | 27   | 27   | 21   | 13  | 6   | 1    | ⌀ | 13,4 |
| Mittl. Tagesmin. (°C)  | −7   | −7   | −2  | 4   | 9    | 13   | 16   | 14   | 9    | 4   | −1  | −4   | ⌀ | 4,1  |
|                        |      |      |     |     |      |      |      |      |      |     |     |      |   |      |
| Niederschlag (mm)      | 27   | 24   | 21  | 33  | 27   | 45   | 33   | 36   | 24   | 33  | 39  | 33   | Σ | 375  |
|                        |      |      |     |     |      |      |      |      |      |     |     |      |   |      |
| Regentage (d)          | 12   | 11   | 10  | 11  | 10   | 12   | 9    | 7    | 9    | 7   | 13  | 14   | Σ | 125  |
|                        |      |      |     |     |      |      |      |      |      |     |     |      |   |      |
| Luftfeuchtigkeit (%)   | 86   | 84   | 81  | 68  | 62   | 64   | 64   | 61   | 66   | 76  | 86  | 89   | ⌀ | 73,9 |

| −7 |

| −7 |

| −2 |

| 4 |

| 9 |

| 13 |

| 16 |

| 14 |

| 9 |

| 4 |

| −1 |

| −4 |

| −7 |

| −7 |

| −2 |

| 4 |

| 9 |

| 13 |

| 16 |

| 14 |

| 9 |

| 4 |

| −1 |

| −4 |

Schowti Wody liegt, wie 25 % des ukrainischen Gebietes, in der Vegetations- und Klimazone der Steppe, in der ein gemäßigtes kontinentales Klima mit milden Wintern und warmen (manchmal heißen) Sommern herrscht.

„Ehrenpark“ im Januar

Die durchschnittliche Jahrestemperatur beträgt 8,5 °C. Der kälteste Monat ist der Januar mit −5,5 °C, der wärmste Monat ist der Juli mit 21,3 °C.
Die Regentage betragen im Jahresdurchschnitt 125, die Anzahl der Gewittertage beträgt 22, die Anzahl der Tage mit Hagel sind 5 und an 53 Tagen schneit es im Jahresmittel.
Die höchste Windgeschwindigkeit herrscht im Januar und Februar, die niedrigste Windgeschwindigkeit ist im Sommer.
Die Luftfeuchtigkeit beträgt im Jahresdurchschnitt 73,9 %, wobei diese zwischen durchschnittlich 61 % im August und durchschnittlich 89 % im Dezember schwanken kann.
|                        | Jan  | Feb  | Mär | Apr | Mai  | Jun  | Jul  | Aug  | Sep  | Okt | Nov | Dez  |   |      |
| Mittl. Temperatur (°C) | −5,5 | −4,1 | 0,8 | 9,4 | 16,0 | 19,6 | 21,3 | 20,6 | 15,4 | 8,4 | 2,5 | −2,1 | ⌀ | 8,6  |
| Mittl. Tagesmax. (°C)  | −2   | −1   | 6   | 15  | 22   | 25   | 27   | 27   | 21   | 13  | 6   | 1    | ⌀ | 13,4 |
| Mittl. Tagesmin. (°C)  | −7   | −7   | −2  | 4   | 9    | 13   | 16   | 14   | 9    | 4   | −1  | −4   | ⌀ | 4,1  |
|                        |      |      |     |     |      |      |      |      |      |     |     |      |   |      |
| Niederschlag (mm)      | 27   | 24   | 21  | 33  | 27   | 45   | 33   | 36   | 24   | 33  | 39  | 33   | Σ | 375  |
|                        |      |      |     |     |      |      |      |      |      |     |     |      |   |      |
| Regentage (d)          | 12   | 11   | 10  | 11  | 10   | 12   | 9    | 7    | 9    | 7   | 13  | 14   | Σ | 125  |
|                        |      |      |     |     |      |      |      |      |      |     |     |      |   |      |
| Luftfeuchtigkeit (%)   | 86   | 84   | 81  | 68  | 62   | 64   | 64   | 61   | 66   | 76  | 86  | 89   | ⌀ | 73,9 |

| −7 |

| −7 |

| −2 |

| 4 |

| 9 |

| 13 |

| 16 |

| 14 |

| 9 |

| 4 |

| −1 |

| −4 |

| −7 |

| −7 |

| −2 |

| 4 |

| 9 |

| 13 |

| 16 |

| 14 |

| 9 |

| 4 |

| −1 |

| −4 |

### Zeitzone
Die Stadt befindet sich, wie die gesamte Ukraine, in der osteuropäischen Zeitzone. Das bedeutet, dass die Uhren gegenüber der Koordinierten Weltzeit (UTC) um zwei Stunden und gegenüber der in Deutschland geltenden mitteleuropäischen Zeit um eine Stunde vorgehen.

## Geologie

Förderturm der „Nowa“- Erzmine

Schowti Wody befindet sich geologisch im zentralen Teil des ukrainischen Schildes am Übergang vom Dneprhochland zur Schwarzmeersenke im Norden des Krywbass mit Gesteinsschichten, die reiche Eisenerzlagerstätten enthalten. Diese Schichten sind nord-südlich gefaltet. In der einzig verbliebenen Mine der Stadt (Nowaja-Glubokaja) wird Eisenerz gefördert, das auch Magnetit und das äußerst seltene Scandium, ein Metall der Seltenen Erden, enthält, das hier bei der Aufbereitung uranhaltiger Erze anfällt. Von den 2 Tonnen weltweitem jährlichen Scandiumverbrauch (Stand 2001) stammen 400 kg (20 %) aus Schowti Wody. Außerdem wurden Vorkommen von Molybdän entdeckt, die aber noch nicht genutzt werden.
Die Böden sind sehr fruchtbare Schwarzerdeböden, die zu den ertragreichsten Böden der Welt gehören.

### Bergbaufolgen

Alte Erz- und Urangrube „Kapital“

Die Hinterlassenschaften des Uranabbaus führen zu einer langfristigen Gefährdung der Bevölkerung und der Umwelt durch erhöhte Strahlenbelastung. Die Konzentration von Radon in Wohnhäusern ist deutlich erhöht, wahrscheinlich wegen der Tailings, die rund um die Stadt deponiert sind, und des schwachradioaktiven Abraums der Uranminen, der beim Bau der Altstadt verwendet wurde. Auch das Trinkwasser weist erhöhte Strahlenwerte auf. Unabhängige Strahlenmessungen ergaben teilweise eine Strahlenbelastung, deren Werte über dem 100fachen der natürlichen Strahlendosis lagen und somit mit Werten aus der evakuierten Sperrzone von Tschernobyl vergleichbar sind.
Die Anerkennung des vollen Umfanges und der Wirkung der Verschmutzung setzt sich nur langsam durch. Im Jahr 2003 erarbeitete die Regierung einen Aktionsplan für den „Radioaktiven- und Sozialschutz der Bevölkerung von Schowti Wody“, der eine aufwändige Sanierung von Umweltschäden sowie die Bereitstellung von neuen Wohnungen, besserem Essen sowie einer besseren medizinischen und sozialen Versorgung vorsah. Aufgrund politischer Instabilität und einem Mangel an Geld ist jedoch seither nur wenig erreicht worden, wenn man von den in zahlreichen Häusern der Stadt durchgeführten Radon-Messungen absieht.
Die Internationale Atomenergie-Organisation (IAEO) empfiehlt in einem Report von 2006 eine Sanierung der Tailings bei Schowti Wody.

## Geschichte
Zugehörigkeit von Schowta Reka/ Schowti Wody:

### Ursprünge
Ein skythischer Kurgan (Grabhügel) innerhalb des Stadtgebietes lässt auf eine frühe Besiedlung durch Skythen im Altertum schließen.
Die Gegend von Schowti Wody wurde durch die Schlacht bei Schowti Wody und dem aus ihr resultierenden Sieg der ukrainischen Saporoger Kosaken unter Bohdan Chmelnyzkyj über die polnisch-litauischen Truppen unter Stefan Potocki zu Beginn des Chmelnyzkyj-Aufstandes am 16. Mai 1648 berühmt.
Die ersten Siedler im Tal der Schowta waren flüchtige Bauern, Kosaken genannt, die hier fischten, jagten und die ersten Unterkünfte errichteten.
Laut Urkunden von 1680 gab es einen ersten, von Saporoger Kosaken gegründeten Bauernhof am Ufer der Schowta seit Mitte des 17. Jahrhunderts, aus dem das spätere Dorf Schowte hervorging. Bis zum Jahr 1740 waren an der Schowta mehrere Höfe mit mehr als 200 Einwohnern entstanden, die vom Ackerbau und der Viehzucht lebten.

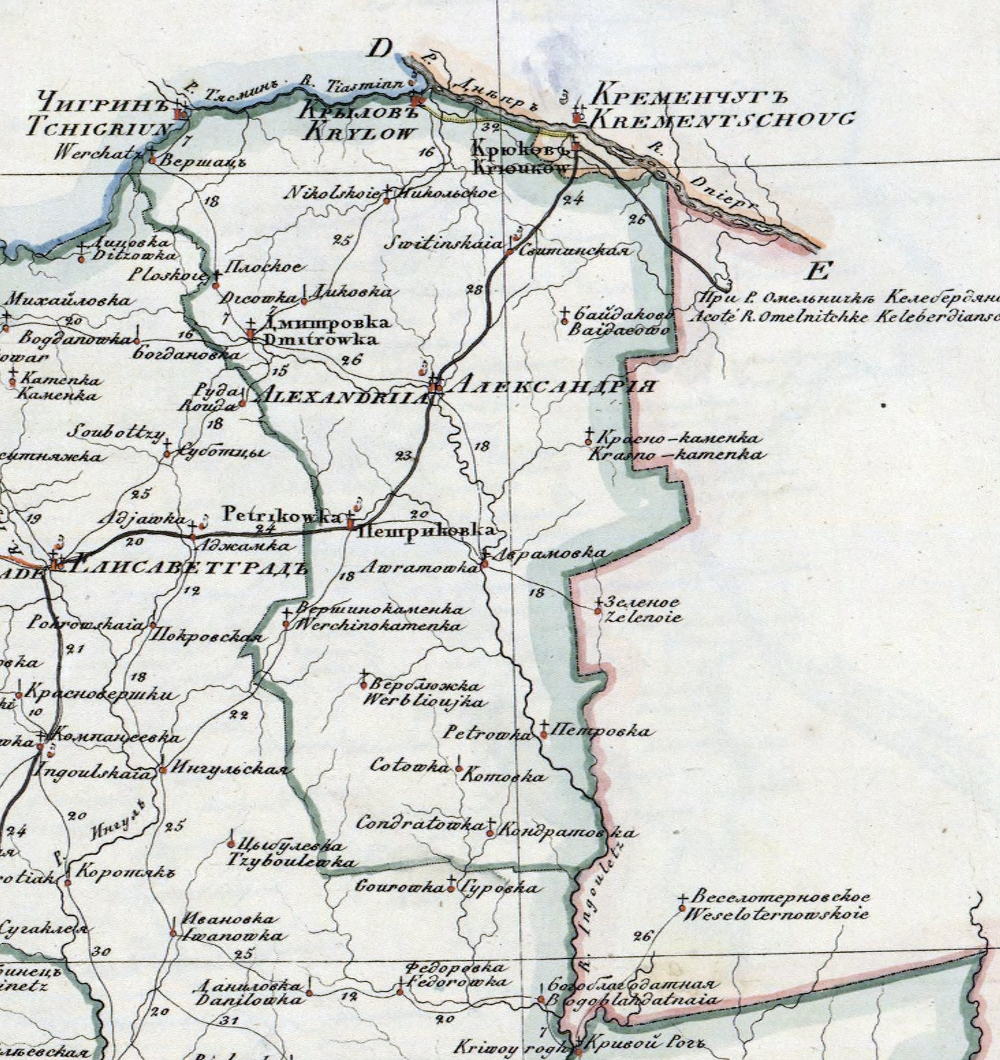
Karte der Ujesd Alexandrija. Die heutige Stadt Schowti Wody liegt im Osten am Grenzfluss Schowta

Das heutige Stadtgebiet lag zu dieser Zeit am Rande der Rechtsufrigen Ukraine und war ab 1765 Teil der Provinz Neurussland des russischen Kaiserreiches. Von 1805 bis 1920 bildete die Schowta den Grenzfluss zwischen der Ujesd Alexandrija des Gouvernement Cherson und der Ujesd Werchnedneprowsk des Gouvernement Jekaterinoslaw, so dass das westlich des Flusses gelegene heutige Zentrum zum Gouvernement Cherson und der östlich des Flusses gelegene Teil des Stadtgebietes zum Gouvernement Jekaterinoslaw gehörte.

### Schowta Reka
Ende des 19. Jahrhunderts wurde in dem Gebiet des Dorfes Eisenerz gefunden und 1895 entstand die Siedlung Schowta Reka (zu deutsch „Gelber Fluss“; ukr. Жовта Ріка). Im Jahr 1901 begann der kommerzielle Betrieb der Erzminen. Die Arbeiter der Erzminen waren grundsätzlich Saisonarbeiter aus den benachbarten Provinzen und Dörfern, deren Anzahl stark von der Nachfrage nach Eisenerz abhängig war. So gab es 1904 rund 1000 Arbeiter, reduzierte bis zum Jahr 1912 auf 600, um im darauf folgenden Jahr wieder 1000 zu übersteigen. Bis eine Stichstrecke der Katharinenbahn zur Siedlung verlegt wurde und diese mit der Hauptstrecke in Pjatychatky verband, wurde das abgebaute Erz in Karren zur Bahnstation Pitschuhino (ukr. Пічугіно) in der Siedlung Pytschuhyne nahe Krywyj Rih transportiert.
1905 wurde eine erste Grundschule gegründet. Zu mehreren Streiks kam es aufgrund der schlechten Lebensbedingungen und der geringen Sicherheitsstandards in den Minen in den Revolutionsjahren 1904–1907.
In der Zeit der Ukrainischen Volksrepublik und des Hetmanats während der Wirren des Russischen Bürgerkrieges in den Jahren 1918 bis 1920 wurde der Erzabbau eingestellt, woraufhin die Entwässerungspumpen versagten und die Minen geflutet wurden. Die Wiederaufnahme des Bergbaus begann nach der Etablierung der Sowjetmacht und der Sanierung der Minen 1924. In den Jahren 1932 und 1933 war der Ort, wie auch das gesamte Gebiet der Ukrainischen SSR, vom Holodomor, einer durch die Zwangskollektivierung und Entkulakisierung vom stalinistischem Regime maßgeblich verursachten Hungersnot, betroffen. Ein entsprechender Gedenkstein erinnert seit 2003 nahe dem „Palast der Kultur“ an diese Tragödie. Die Industrialisierung der Sowjetunion führte auch in Schowta Reka zum weiteren Ausbau der Erzbergwerke und zum Bau von ersten Industrieanlagen.

#### Deutsch-Sowjetischer Krieg
Am Beginn des Deutsch-Sowjetischen Krieges hatte die Siedlung 6.500 Einwohner und 25 Straßen. Bereits drei Wochen nach dem Überfall auf die Sowjetunion und fünf Tage nach der Kesselschlacht bei der 250 km (Luftlinie) westlich liegenden Stadt Uman wurde die Siedlung am 13. August 1941 durch die Heeresgruppe Süd der deutschen Wehrmacht okkupiert und Teil des Kreisgebietes Pjatichatka innerhalb des Generalbezirkes Dnjepropetrowsk im Reichskommissariat Ukraine. Gebietskommissar des Kreisgebietes wurde Ernst Duschön.
Während der Besatzung des Dorfes bestand eine antifaschistische Untergrundgruppe, deren Mitglieder 1942 mehrheitlich als Partisanen hingerichtet wurden. Der verantwortliche SS- und Polizeiführer Georg-Henning Graf von Bassewitz-Behr wurde 1947 den sowjetischen Behörden überstellt und zu 25 Jahren Zwangsarbeit verurteilt. Er starb zwei Jahre später in einem Arbeitslager bei der ostsibirischen Stadt Magadan.
Im Zuge der Pjatychatska-Offensive, einer integralen militärischen Operation der zweiten Phase der Dnepr-Offensive, erfolgte am 20. Oktober 1943 die Rückeroberung durch Truppen der 92. Garde-Schützendivision, der 41. Garde-Panzerbrigade und der 10. Garde-Luftlandedivision als Teil der Steppenfront unter dem Kommando von General Iwan Konew. Die Ortschaft lag daraufhin bis Anfang 1944 unmittelbar an der Front, da das weitere Vordringen der Roten Armee zum Krywbass am erbitterten deutschen Widerstand scheiterte.

#### Nachkriegszeit

Der ehemalige Leninplatz, heute Freiheitsplatz, mit ehemaligem Filmtheater „Mir“

Zu Beginn der 1950er Jahre wurde in Magnetitlagerstätten innerhalb des Stadtgebiets Uranerz gefunden, welches aufgrund des sowjetischen Atombombenprojektes und des dazu nötigen Aufbaus einer Atomindustrie ab 1951 kommerziell abgebaut und kurze Zeit später auch vor Ort weiterverarbeitet wurde. Infolgedessen entwickelte sich vor Ort die Industrie, was zu einem raschen Bevölkerungsanstieg und dem Ausbau der städtischen Infrastruktur (unter anderem zwei Krankenhäuser, zwölf Schulen, dreizehn Kindergärten, zahlreiche Bibliotheken, zwei Kinos, ein am 2. Mai 1956 eingeweihtes Sportstadion mit 11.000 Zuschauerplätzen, eine Sporthalle mit Hallenbad etc.) führte.

### Schowti Wody

Historisches Museum

Am 22. Mai 1957 wurde die Siedlung per Dekret des Präsidiums des Obersten Sowjets zur kreisfreien Stadt erklärt und in Schowti Wody umbenannt. Im selben Jahr wurde der „Palast der Kultur“ errichtet. Ende 1958 erbaute man etwa 700 m östlich des Güterbahnhofs auf einem fast 15 Hektar großen Areal die Besserungsarbeitslager-Kolonie Nr. 0302 (die heutige Strafkolonie Nr. 26), im Jahre 1967 wurde ein Lenindenkmal eingeweiht und im Jahre 1985 das historische Museum der Stadt eröffnet.
Aufgrund ihrer Bedeutung für den Abbau und die Weiterverarbeitung von Uran war Schowti Wody zu Sowjetzeiten eine geschlossene Stadt. Dies wirkte sich auf die ansässige Bevölkerung insoweit positiv aus, als dass Konsumgüter und Lebensmittel in höherer Zahl vorhanden waren als in umliegenden Regionen. Für die Bevölkerung negative Auswirkungen wie Mobilitätseinschränkungen oder Kontrollen an den Zufahrtsstraßen zur Stadt ergaben sich nicht, jedoch war eine automatische Telefonverbindung in die Stadt und aus der Stadt hinaus nicht möglich, sondern wurde nach Prüfung manuell vermittelt. Ausländer durften die Stadt nicht betreten.
Der Zerfall der Sowjetunion führte 1991 zur Unabhängigkeit der Ukraine.
Nach dem Zusammenbruch des Realsozialismus kam es, infolge der postkommunistischen Systemtransformation, dem daraus resultierenden Umbau von der Zentralverwaltungswirtschaft zur Marktwirtschaft, und dann noch einmal durch die weltweite Finanzkrise ab 2007 zu starken wirtschaftlichen Problemen und in deren Folge zu Produktionsrückgängen beziehungsweise Betriebsschließungen in der Stadt.
Als Folge des Regierungswechsels nach den Wirren des Euromaidan wurde am 26. Februar 2014 das Lenindenkmal auf dem Leninplatz, der in Freiheitsplatz umbenannt wurde, mit einem Kran von seinem Sockel entfernt und in das historische Museum der Stadt verbracht.

## Sehenswürdigkeiten

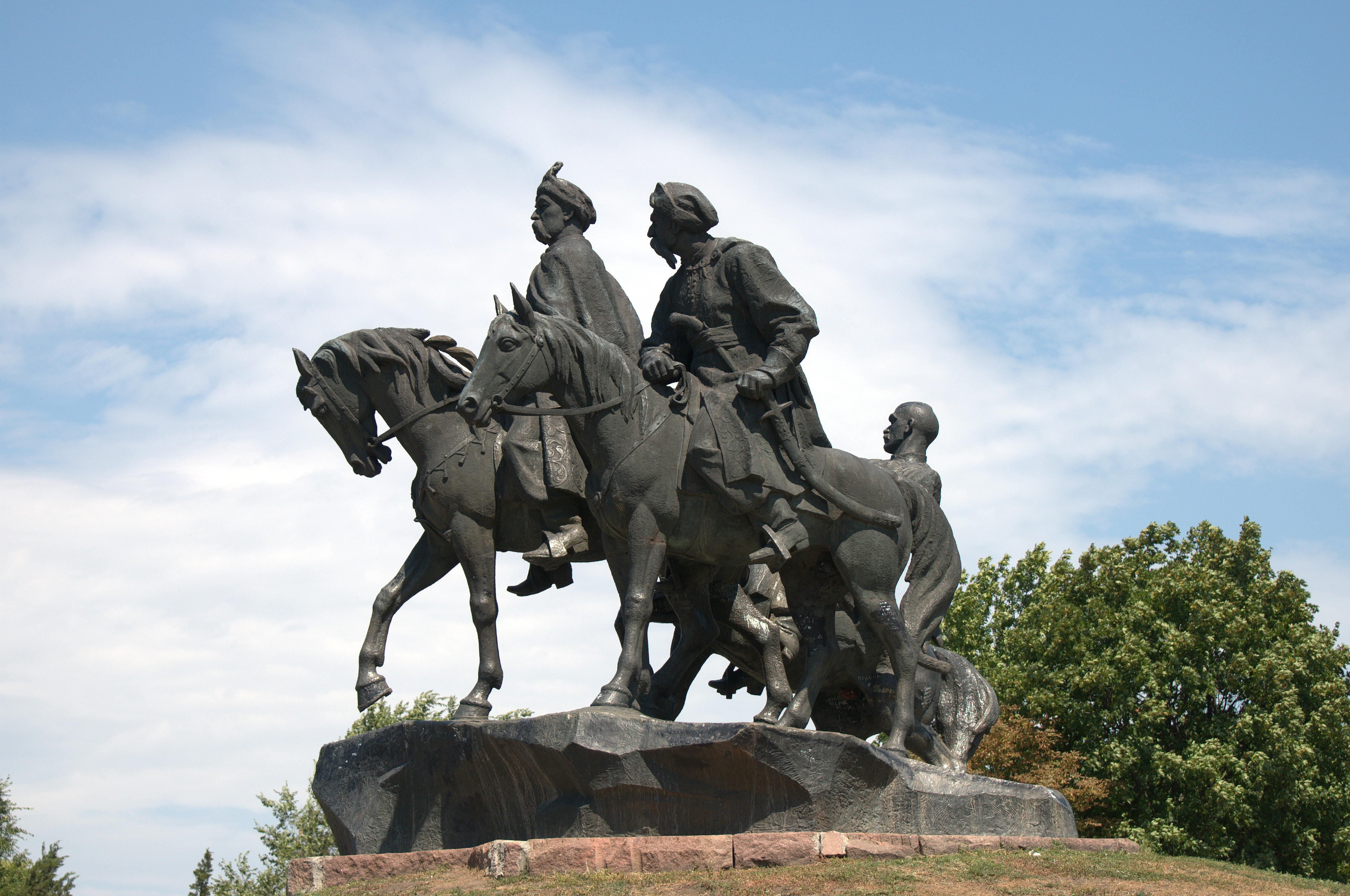
Reiterstandbild der Helden des Befreiungskrieges des ukrainischen Volkes

Die beiden größten Sehenswürdigkeiten der Stadt, der „Palast der Kultur“ und das „Denkmal der drei Pferde“, wie das Reiterstandbild der Helden des Befreiungskrieges des ukrainischen Volkes im Volksmund genannt wird, befinden sich, neben zahlreichen anderen Denkmälern, im zentralen Park der Stadt, dem „Ehrenpark“.
Wahrzeichen der Stadt ist das 11 1⁄2 Meter hohe „Reiterstandbild der Helden des Befreiungskrieges des ukrainischen Volkes 1648–1654“, eine Skulpturengruppe, die die drei Kosaken Maksym Krywonis, Bohdan Chmelnyzkyj und Iwan Bohun darstellt, die im Chmelnyzkyj-Aufstand gegen die Adelsrepublik Polen-Litauen kämpften, dessen erste Schlacht bei Schowti Wody geschlagen wurde.

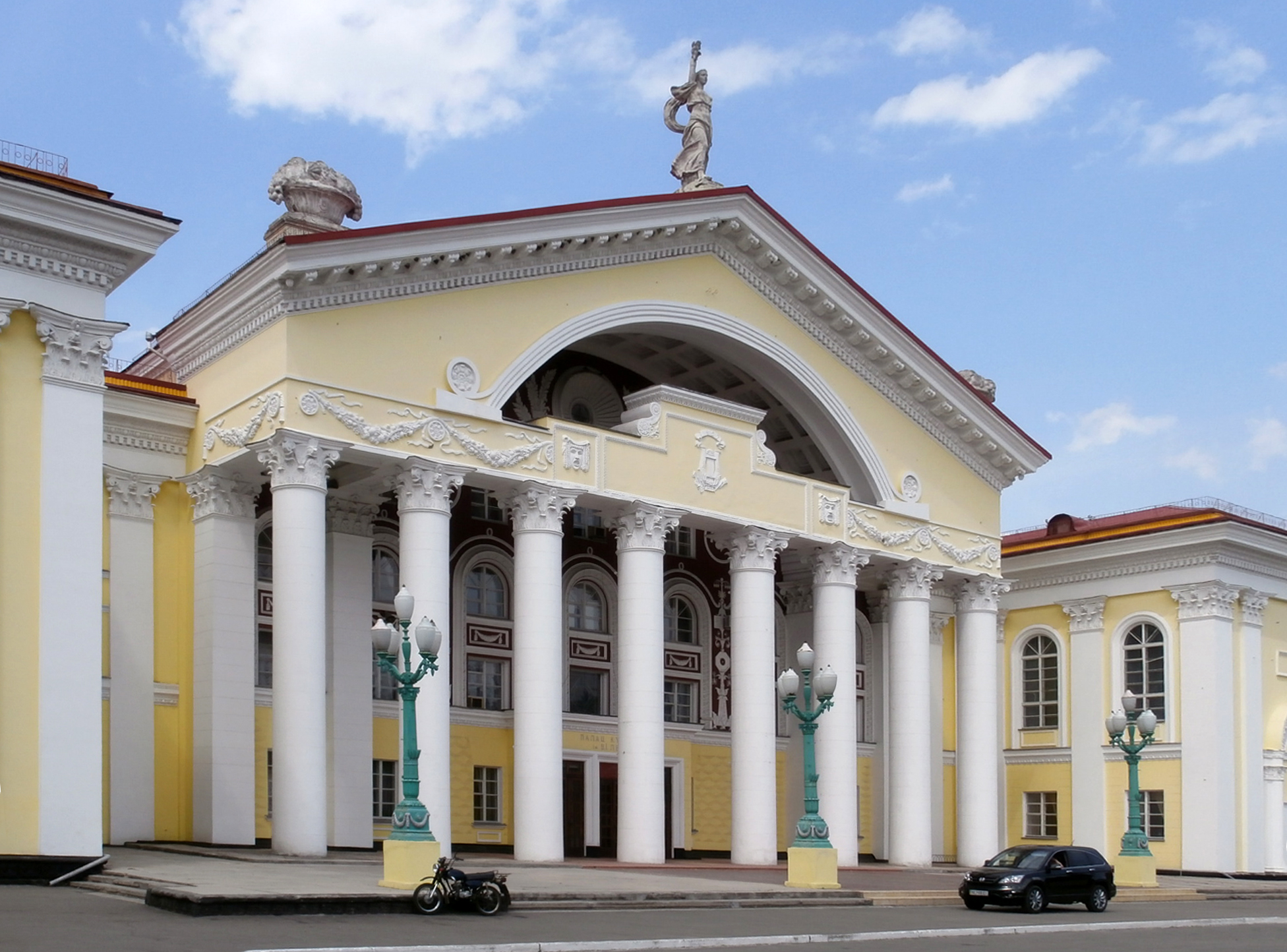
Palast der Kultur

Ebenso bekannt ist der „Palast der Kultur“ ⊙ (ukr. Палац культури und rus. дворец культуры) offiziell Zentrum für darstellende Volkskunst und Freizeit (ukr. Центр народної творчості культури й дозвілля), das am Ehrenpark gelegene, zentrale Kulturzentrum der Stadt Schowti Wody. Der Palast wurde am 6. November 1957, dem Vorabend des 40. Jahrestages der Oktoberrevolution, eröffnet. Der Moskauer Architekt Alexei Mikailowitsch Alexandrow (rus. Александров, Алексей Миколайович) ist verdienter Architekt der RSFSR und Preisträger des Staatspreises der Sowjetunion. Das Gebäude zählt zu den Architekturdenkmälern der Oblast Dnipropetrowsk. Es gibt verschiedene Gruppen und Veranstaltungen, darunter ein Theater, der Zirkus „Jugend“, die Tanzgruppe „Sonnenaufgang/Morgendämmerung“ (ukr. Світанок), der Chor „Regenbogen“, eine Blaskapelle, das Folklore-Ensemble „Taube“ sowie ein Kammerorchester. Der Konzertsaal fasst 720 Plätze, daneben gibt es noch einen 50 Plätze umfassenden Fest- und Bankettsaal und einen verspiegelten Tanzsaal.

### Denkmäler (Auswahl)

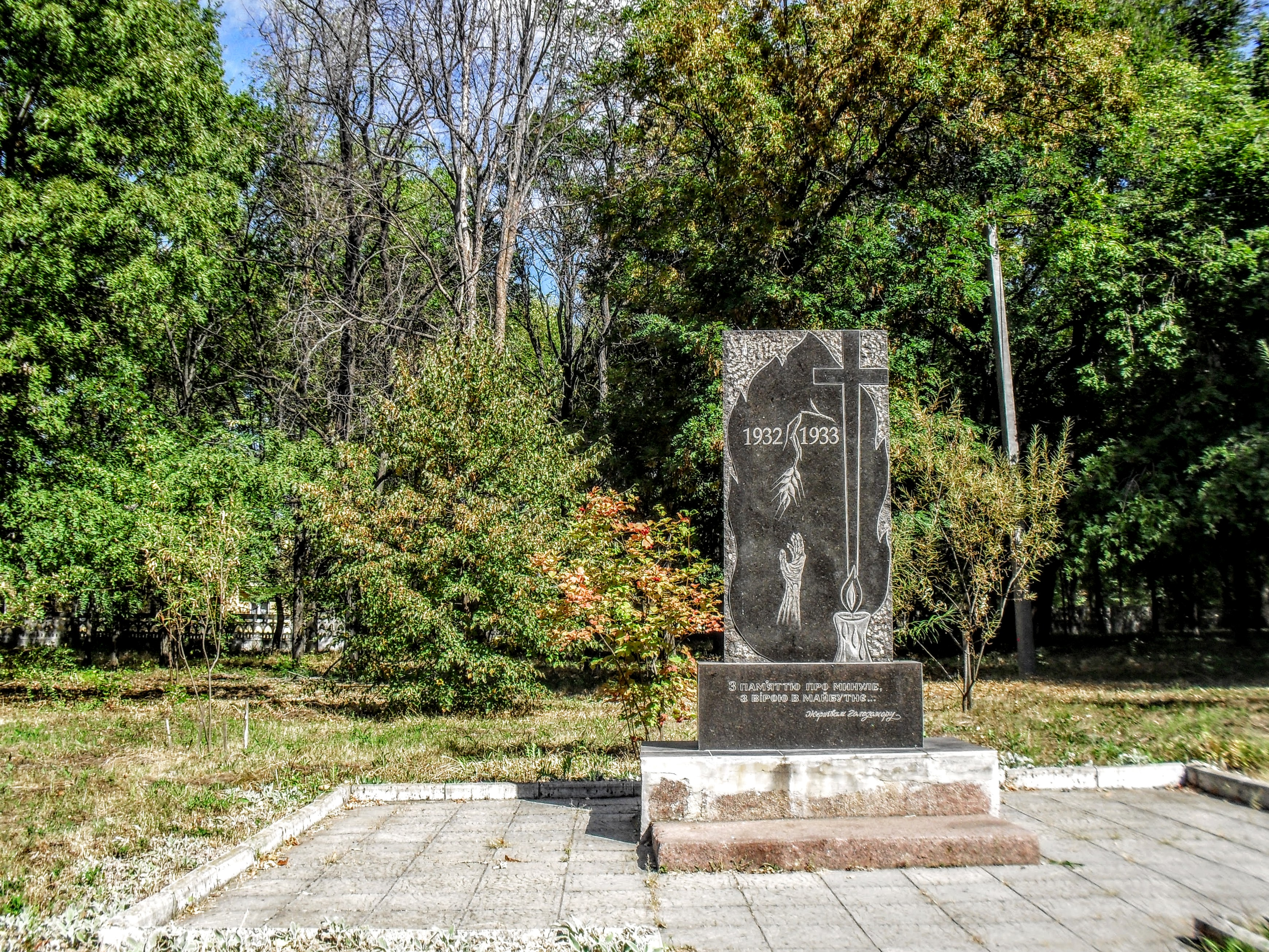
Mahnmal für die Opfer des Holodomor

Denkmal GAZ-AA

- Mahnmal für die Opfer des Holodomor
- Denkmal des LKWs GAZ-AA im Osten der Stadt
- Denkmal 55 Jahre Uranabbau in Schowti Wody
- Denkmal vor dem Skythen-Kurgan
- Denkmal für den Hetman Bogdan Chmelnyzkyj am Südende der Chmelnyzkyj-Straße
- Denkmal für Puschkin am Nordende der Chmelnyzkyj-Straße

sowie weitere im „Ehrenpark“

## Bevölkerung

### Bevölkerungsentwicklung
Vor allem durch Geburtenrückgang hat die Stadt zwischen 1989 und 2012 fast 25 % ihrer Bevölkerung verloren, was einem jährlichen Bevölkerungsrückgang von 1,22 % entspricht. Seit 2009 ist der Wanderungssaldo wieder positiv.
Genaue Zahlen über Geburten- und Abwanderungsrate können den Tabellen entnommen werden.
Quellen: 1913: ;
1939: ;
1959: ;
1970: ;
1979: ;
1989: ;
1992–2005: ;
2010: ;
2015: 
2017 ;

| natürliches Bevölkerungswachstum in Schowdi Wody | natürliches Bevölkerungswachstum in Schowdi Wody | natürliches Bevölkerungswachstum in Schowdi Wody | natürliches Bevölkerungswachstum in Schowdi Wody |
| Jahr                                             | Geburten                                         | Todesfälle                                       | natürliches Wachstum                             |
| ------------------------------------------------ | ------------------------------------------------ | ------------------------------------------------ | ------------------------------------------------ |
| 2007                                             | 470                                              | 867                                              | -397                                             |
| 2008                                             | 477                                              | 959                                              | -482                                             |
| 2009                                             | 477                                              | 860                                              | -383                                             |
| 2010                                             | 462                                              | 871                                              | -409                                             |
| 2011                                             | 446                                              | 844                                              | -398                                             |
| 2012                                             | 512                                              | 783                                              | -271                                             |
| 2013                                             | 440                                              | 801                                              | -361                                             |
| Gesamt Erfassungszeitraum                        | 3284                                             | 5985                                             | -2701                                            |

| Bevölkerungsbewegung in Schowdi Wody | Bevölkerungsbewegung in Schowdi Wody | Bevölkerungsbewegung in Schowdi Wody | Bevölkerungsbewegung in Schowdi Wody | Bevölkerungsbewegung in Schowdi Wody | Bevölkerungsbewegung in Schowdi Wody | Bevölkerungsbewegung in Schowdi Wody | Bevölkerungsbewegung in Schowdi Wody |
|                                      | Oblast intern                        | Oblast intern                        | Oblast intern                        | Oblast extern                        | Oblast extern                        | Oblast extern                        | Gesamt                               |
| Jahr                                 | Anzahl der Ankünfte                  | Anzahl der Abgänge                   | Wachstum                             | Anzahl der Ankünfte                  | Anzahl der Abgänge                   | Wachstum                             | Wachstum                             |
| ------------------------------------ | ------------------------------------ | ------------------------------------ | ------------------------------------ | ------------------------------------ | ------------------------------------ | ------------------------------------ | ------------------------------------ |
| 2007                                 | 465                                  | 574                                  | −109                                 | 488                                  | 456                                  | 32                                   | -77                                  |
| 2008                                 | 435                                  | 432                                  | 3                                    | 371                                  | 449                                  | −78                                  | -75                                  |
| 2009                                 | 372                                  | 330                                  | 42                                   | 354                                  | 383                                  | −29                                  | 13                                   |
| 2010                                 | 384                                  | 400                                  | −16                                  | 376                                  | 351                                  | 25                                   | 9                                    |
| 2011                                 | 418                                  | 382                                  | 36                                   | 391                                  | 364                                  | 27                                   | 63                                   |
| 2012                                 | 476                                  | 418                                  | 58                                   | 423                                  | 383                                  | 40                                   | 98                                   |
| 2013                                 | 486                                  | 378                                  | 108                                  | 425                                  | 394                                  | 31                                   | 139                                  |
| Gesamt Erfassungszeitraum            | 2550                                 | 2536                                 | 14                                   | 2403                                 | 2386                                 | 17                                   | 31                                   |

### Nationalitäten, Sprache und Schrift
Laut der Volkszählung in der Ukraine von 2001 setzt sich die Bevölkerung der Stadt aus den folgenden ethnischen Gruppen zusammen: Die Bevölkerungsmehrheit (80,1 %) der Einwohner sind Ukrainer, 16,7 % der Bewohner sind russischer Herkunft und 0,6 % sind belarussischer Nationalität. Des Weiteren gibt es Minderheiten von Armeniern, Tataren, Moldawier und anderer Nationalitäten.
Die Bevölkerung Schowti Wodys beherrscht größtenteils zwei ostslawische Sprachen – sowohl die offizielle Amtssprache Ukrainisch als auch die häufig als Umgangssprache (und seit dem 17. August 2012 als regionale Amtssprache) verwendete russische Sprache. Es gibt zudem eine nur mündlich verwendete Mischform beider Sprachen, den Surschyk. Die Medien sind gemischt auf Russisch und Ukrainisch.
Für die Schrift wird, als einzige Schrift der Amtssprache in der Ukraine, das kyrillische Alphabet verwendet.

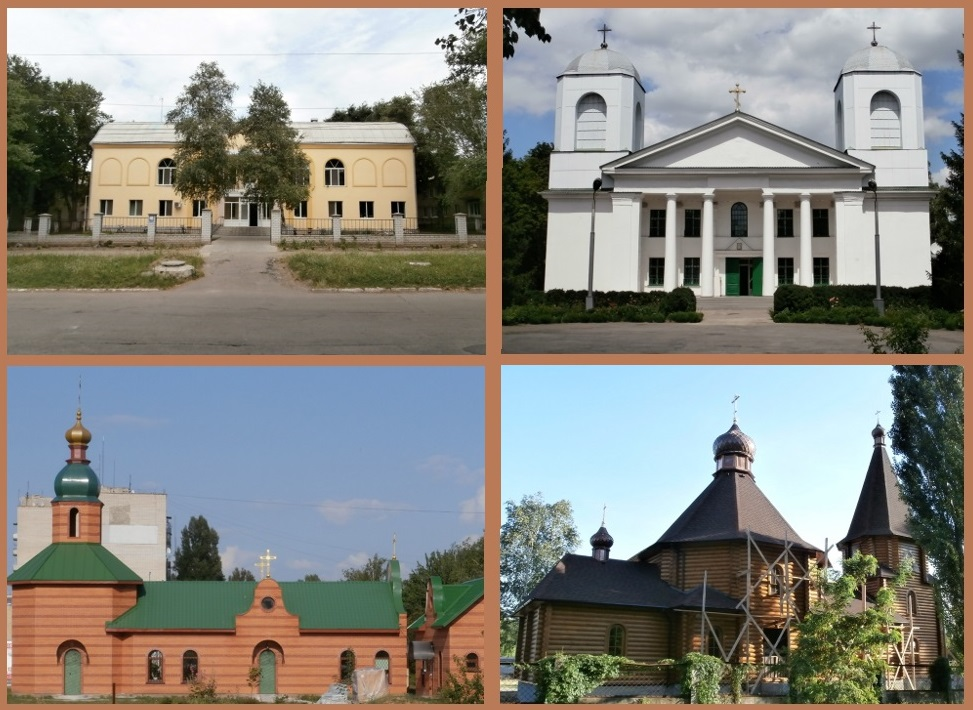
Sakrale Gebäude der Stadt (Auswahl)

| Nationale und sprachliche Zusammensetzung |                               |                               |                           |                     |                   |                 |
| Bevölkerung nach Nationalität             | Bevölkerung nach Nationalität | Bevölkerung nach Nationalität | Muttersprache             | Muttersprache       | Muttersprache     | Muttersprache   |
| Bevölkerung nach Nationalität             | Bevölkerung nach Nationalität | Bevölkerung nach Nationalität | entsprechend Nationalität | ukrainische Sprache | russische Sprache | andere Sprachen |
| 1                                         | Ukrainer                      | 45.941                        | 43.200                    | –                   | 2678              | 63              |
| 2                                         | Russen                        | 9.551                         | 8780                      | 742                 | –                 | 29              |
| 3                                         | Belarussen                    | 333                           | 68                        | 85                  | 180               | 0               |
| 4                                         | Armenier                      | 132                           | 66                        | 85                  | 180               | 0               |
| 5                                         | Tataren                       | 64                            | 13                        | 10                  | 40                | 1               |
| 6                                         | Moldauer                      | 62                            | 19                        | 20                  | 22                | 1               |
| 7                                         | Andere                        | 1.246                         | 59                        | 117                 | 227               | 843             |
| Gesamt:                                   | Gesamt:                       | 57.329                        | 52.205                    | 989                 | 3.198             | 937             |
| Daten von 2001; Quelle:                   |                               |                               |                           |                     |                   |                 |

### Religionen
In Schowti Wody sind folgende christliche Konfessionen und religiöse Glaubensgemeinschaften vertreten:
- zwei orthodoxe Gemeinden des Moskauer Patriarchats; gehören zur Eparchie Kriwoj Rog-Nikopol, Dekanat Schowti Wody (Жовтоводське благочиння) mit zusammen 1400 Mitgliedern
- eine Gemeinde der orthodoxen Kirche der Ukraine, Eparchie Dnipropetrowsk (ukr. Дніпропетровська єпархія УПЦ КП), Dekanat Schowti Wody mit insgesamt 450 Mitgliedern
- vier Evangelische Freikirchen mit insgesamt 625 Mitgliedern
- die Zeugen Jehovas mit 100 Mitgliedern
- die Kirche der Siebenten-Tags-Adventisten mit 100 Mitgliedern
- sowie eine jüdische Gemeinde

Die Stadt liegt innerhalb des römisch-katholischen Bistum Odessa-Simferopol, jedoch existiert zurzeit (Stand 2014) keine Gemeinde dieser Konfession in der Stadt.

### Medizinische Einrichtungen
In der Stadt gibt es eine Entbindungsklinik, eine Kinderklinik sowie ein Krankenhaus für die stationäre Aufnahme von Patienten. Außerdem gibt es zwei Ärztehäuser (ebenfalls Krankenhaus genannt) für die ambulante Behandlung von Patienten sowie einige wenige private Arztpraxen und zahlreiche Apotheken. Die medizinischen Einrichtungen entsprechen nicht dem aktuellen mitteleuropäischen Stand der medizinischen Versorgung.

### Bildung

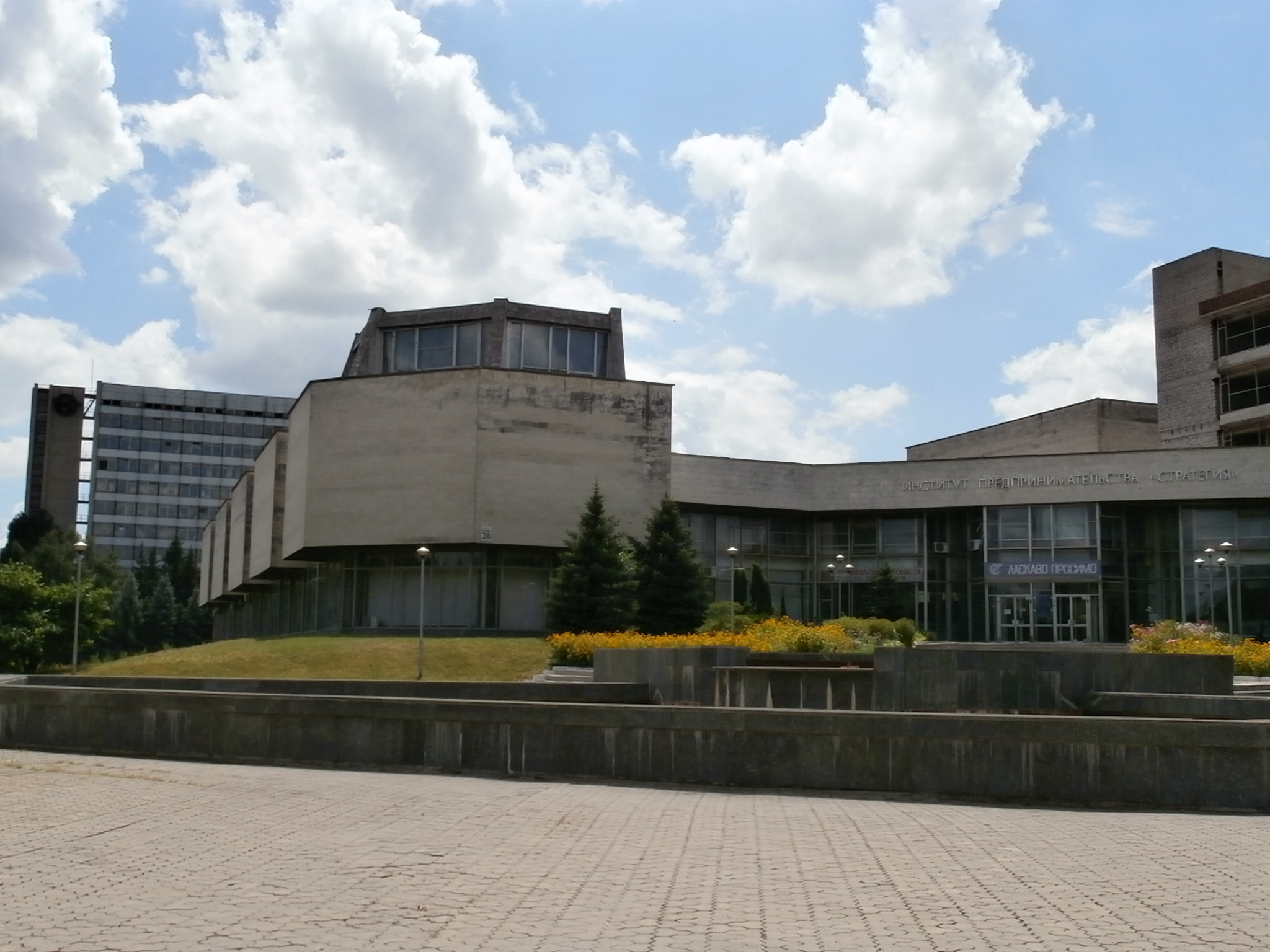
Wirtschaftsinstitut „Strategie“

Schowti Wody ist aufgrund des hier ansässigen regionalen städtischen Wirtschaftsinstituts „Strategie“ (ukr. Інститут підприємництва «Стратегія», oft englisch Institute of Business „strategy“) Universitätsstadt. Die 1992 gegründete Universität hat über 1600 Studenten und 200 Dozenten. Außerdem ist die Stadt Hochschulstandort mit vier beheimateten Hochschulen wie beispielsweise einer Filiale des „Pädagogischen Institutes Krywyj Rih“ (ukr. Жовотоводське училище Криворізьского державного педагогічного університету) zur Ausbildung von Grundschullehrern und Erziehern.

### Persönlichkeiten
Folgende bekannte Persönlichkeiten sind Söhne oder Töchter der Stadt:
- Wassylyj Kolomoez (1918–1986), Offizier der Sowjetarmee und Held der Sowjetunion
- Wassyl Tarassenko (* 1961), Bürgermeister
- Wolodymyr Abramow (* 1962), Hochschullehrer und Bürgermeister
- Inna Ohniwez (* 1962), Diplomatin
- Oleksij Schurawko (1974–2022), Politiker
- Evelina De Lain (* 1977), ukrainisch-britische Konzertpianistin, Komponistin und Jazzmusikerin
- Oleksandr Sitkowskyj (* 1978), Marathonläufer
- Jewhen Pitschkur (* 1979), Fußballspieler
- Anastasija Poljanskaja (* 1986), Triathletin
- Inna Tutukina, geb. Zyhanok (* 1986), Triathletin

## Sport

Eingang zum „Awanhard-Stadion“

Die Stadt hat eine lange sportliche Tradition. Sportler aus Schowti Wody erreichten zahlreiche sportliche Erfolge in ukrainischen und internationalen Wettbewerben. Jeder siebte Bürger ist in einem der 24 Sportvereine der Stadt sportlich organisiert. An Sporteinrichtungen gibt es in der Stadt unter anderem den Sport- und Freizeitkomplex „Yuvileiny“, zwei Kinder- und Jugendsportschulen, zwölf Sportplätze, das 11.000 Zuschauer fassende „Awanhard-Stadion“ (ukr. Авангард стадіон; rus. Авангард стадион/Awangard-Stadion), ein Schwimmbad, 22 Sporthallen und einen im Jahr 2003 gebauten Tennisplatz.

### Fußball
Der 1959 gegründete Fußballverein „Avanthard Schowti Wody“ (rus. Авангард Жёлтые Воды) war in der Ukraine in den 1960er Jahren sehr erfolgreich. So belegte er 1961 Platz drei der Ukrainisch-Sowjetischen-Meisterschaft, 1965 wurde der Verein Zweiter dieses Wettbewerbes und 1966 gewann er die Meisterschaft. 1970 wurde das Team aufgelöst und 2010 wiederbelebt.

## Ökonomie

Wochenmarkt

Der größte Arbeitgeber in der Stadt ist die State Enterprise „VostGOK“, der größte Uranerzbergbau- und Verarbeitungsbetrieb der Ukraine, dessen Zentrale vor Ort ansässig ist.
Das Unternehmen produziert 70 % der Industrieerzeugnisse der Stadt und beschäftigt in der Stadt 3800 Mitarbeiter.
Das Unternehmen produzierte 2007 in Schowti Wody fast 1000 Tonnen U3O8. Zum Aufschluss des Uranerzes benötigt das Unternehmen Schwefelsäure und hat zu diesem Zweck Anfang der 1980er Jahre im Norden der Stadt eine Anlage erbaut, die in großen Mengen Schwefelsäure produziert. Das Uranoxid wird teilweise im betriebseigenen Werk im 215 km westlich liegendem Smoline weiter bearbeitet.
Das zu 100 % staatliche Unternehmen untersteht dem Ministerium für Energie und Kohleindustrie der Ukraine.
Außerdem gibt es ein Unternehmen zur Gewinnung von Eisenerz, einen Produktionsbetrieb spezialisiert auf die Herstellung von elektronischen Geräten, die 1995 gegründete „Tetra Aktiengesellschaft“ (Tetra JSC, ukr. ЗАТ «Тетра»), eine Firma für die Produktion von Geräten zur Strahlenkontrolle.
Des Weiteren gibt es seit 1975 ein Werk zur Herstellung von künstlichem Fell und Produkten aus diesem, die „Kunstpelz Fabrik“ in der auch „Mischa“, das Maskottchen der Olympischen Sommerspiele von 1980, produziert wurde. Das Unternehmen ist mit einer Produktion von bis zu 4 Millionen m² Kunstpelz führend in der Ukraine.
Darüber hinaus existiert ein Fernwärme-Heizwerk, ein Wasserwerk, das die Stadt mit Trinkwasser aus dem 18 km entfernten, zum Iskriwka-Stausee angestautem Inhulez versorgt, eine Großbäckerei, elf Bankniederlassungen sowie ein Hotel in günstiger und ein Hotel in mittlerer Preislage.

### Einzelhandel
In Schowti Wody gibt es fast 500 Einzelhandels- und Dienstleistungsbetriebe sowie einen ständigen Markt, den sogenannten Basar im Westen und einen Wochenmarkt in der nördlichen Mitte der Stadt. In der Stadt wird auch Subsistenzwirtschaft betrieben, da die Löhne teilweise kaum zur Deckung der Lebenshaltungskosten ausreichen und die Stadt eine hohe Arbeitslosenquote aufweist.

## Medien
- Zeitung «Ereignis» (rus. Событие/Sobytije), russischsprachig
- Zeitung «Der Arbeitsruhm» (rus. Трудовая слава/ukr. Trudowaja slawa), russischsprachig
- Zeitung «Schowti Wody Nachrichten» (ukr. Жовтоводські Вісті/Schowtowodski Wisti), ukrainischsprachig[83]
- online-Zeitung «Es gibt die Meinung» (ukr. Имеется мнение/Imeietsja mnenije), russischsprachig[84]
- online-Zeitung «Schowti Wody – Uranhauptstadt der Ukraine», russischsprachig[85]

## Politik
Der Stadtrat von Schowti Wody war bis 2016 in einem Gebäude auf einer nach dem russischen Revolutionär Grigori Iwanowitsch Petrowski, einem der Organisatoren des Holodomor, benannten Hauptstraße, der Petrowskistraße (ukrainisch вул. Петровського) 33 in der Innenstadt untergebracht.
Der Stadtrat (Міська рада) von Schowti Wody besteht aus 42 Personen und ist in Übereinstimmung mit der Verfassung und dem Gesetz der Ukraine „über Lokale Selbstverwaltung in der Ukraine“ die kommunale Volksvertretung. Der auf fünf Jahre gewählte Stadtrat wählt den Sekretär des Stadtrates und bildet aus seiner Mitte den Vorstand des Stadtrates.
Seinen Sitzungen steht der Bürgermeister vor, der durch eine direkte, allgemeine, freie und geheime Wahl von den Bürgern der Stadt ebenfalls auf fünf Jahre Amtszeit gewählt wird.
Vom 26. März 2006 bis zum 31. Oktober 2010 war Wassyl Fedorowytsch Holub von der Sozialistischen Partei der Ukraine Bürgermeister der Stadt, dem Anatolij Wolodymyrowytsch Kusmenko von der Partei der Regionen (PR) an der Spitze des Stadtrates folgte. Am 26. Februar 2014 trat dieser, als Parteikollege des in Folge des Euromaidan gestürzten Präsidenten der Ukraine Janukowytsch, zurück und der Stadtrat wurde aufgelöst.
Am 25. Mai 2014 fand, gemeinsam mit der Präsidentschaftswahl, die Bürgermeisterwahl mit einer Wahlbeteiligung von 56 % statt, bei sich der am 3. Februar 1961 in Schowti Wody geborene Wassyl Weniaminowytsch Tarassenko (Василь Веніамінович Тарасенко) durchsetzte. Seine Amtseinführung als Bürgermeister der Stadt fand am 4. Juni 2014 statt.
Schowti Wody gehört zum ukrainischen Wahlkreis Nummer 34 und hat bei der Parlamentswahl am 26. Oktober 2014 wie folgt abgestimmt:
| Partei                                                                                | Listenstimmen | Stimmenanteil % |
| ------------------------------------------------------------------------------------- | ------------- | --------------- |
| Oppositionsblock (Oposyzijnyj blok)                                                   | 5021          | 25,73           |
| Block Petro Poroschenko (Blok Petra Poroschenka)                                      | 3842          | 19,69           |
| Volksfront (Narodnyj front)                                                           | 2501          | 12,82           |
| Vereinigung „Selbsthilfe“ (Objednannja «Samopomitsch»)                                | 1512          | 7,75            |
| Radikale Partei Oleh Ljaschkos (Radykalna Partija Oleha Ljaschka)                     | 1507          | 7,72            |
| Kommunistische Partei der Ukraine (Komunistytschna partija Ukrajiny)                  | 1149          | 5,89            |
| Allukrainische Vereinigung „Vaterland“ (Wseukrajinske objednannja «Batkiwschtschyna») | 909           | 4,66            |
| Allukrainische Vereinigung „Freiheit“ (Wseukrajinske objednannja «Swoboda»)           | 476           | 2,44            |
| Starke Ukraine (Sylna Ukrajina)                                                       | 458           | 2,35            |
| Bürgerliche Position (Anatolij Hryzenko) (Hromadjanska posyzija (Anatolij Hryzenko))  | 441           | 2,26            |
| Rechter Sektor (Prawyj Sektor)                                                        | 325           | 1,67            |
| Nachweis                                                                              |               |                 |

Andere Parteien errangen zusammen weniger als 1 Prozent der abgegebenen Stimmen. Die Wahlbeteiligung lag bei 47 Prozent. Die Wahl verlief ohne Zwischenfälle.
Nach den Kommunalwahlen in der Ukraine 2015 wurde Wolodymyr Abramow (Володимир Васильович Абрамов), Kandidat der neuen ukrainischen Partei „UKROP“, am 25. Oktober 2015 mit 37,9 % der Wählerstimmen neuer Bürgermeister der Stadt. Die Wahlbeteiligung lag bei 37 %.
Aus den Kommunalwahlen in der Ukraine 2020 ging im Oktober 2020 Dmytro Chanis (Дмитро Едуардович Ханіс, * 6. September 1966) mit 3951 erhaltenen Stimmen (= 36,9 % der Wähler) als neu gewählter Bürgermeister hervor.

## Symbolik der Stadt

### Das Wappen
Wappenbeschreibung: Im goldenen Feld des Wappens ist in schwarzer Farbe in stilisierter Form ein Stück Uranerz, das von Elektronen umkreist wird, dargestellt. Das Feld symbolisiert den Bergbau und die Atomindustrie als Basis für die Stadt.
Der untere Teil des Wappens wird vom mittleren durch eine schwarze, gewellte Linie getrennt, die die Schowta, die die Stadt durchfließt, symbolisiert.
Im unteren Teil sind auf azurblauem Hintergrund zwei gekreuzte, goldene Schwerter dargestellt. Sie symbolisieren den Sieg in der bei der Stadt erfolgten Schlacht bei Schowti Wody.
Der gelbe und blaue Hintergrund des Wappens symbolisiert die Farben der Flagge der Ukraine. Gekrönt wird das Wappen von einer Mauerkrone als Symbol für den Status als Stadt.

### Die Flagge

Flagge der Stadt

Die Stadtflagge ist der Gewinnerentwurf eines im März 2005 stattgefundenen Wettbewerbs und stammt von Anatolij Schewtschenko.
Der Hintergrund der Flagge ist ein diagonal in ein rotes und ein blaues Feld geteiltes Rechteck.
Das rote Feld ist ein Symbol für die in der sowjetischen Ära erfolgte Entwicklung der Stadt und ihrer Industrie. In diesem, symbolisch in goldener Farbe dargestellt, ein Atom in Form eines Stücks Uranerzes mit umkreisenden Elektronen, das den Abbau und die Verarbeitung von Uranerz symbolisiert.
Das blaue Feld ist ein Symbol der Größe und Schönheit des Landes und seiner Geschichte. Im Feld zwei gekreuzte silberne Schwerter, darunter durch eine gewellte Linie abgesetzt, ein gelber Streifen. Dieser symbolisiert den an der Schowta erfolgten Sieg in der Schlacht bei Schowti Wody.
Die gelbe und blaue Hintergrundfarbe des Feldes symbolisiert die Farben der Flagge der unabhängigen Ukraine.

### Feiertage und Jubiläen

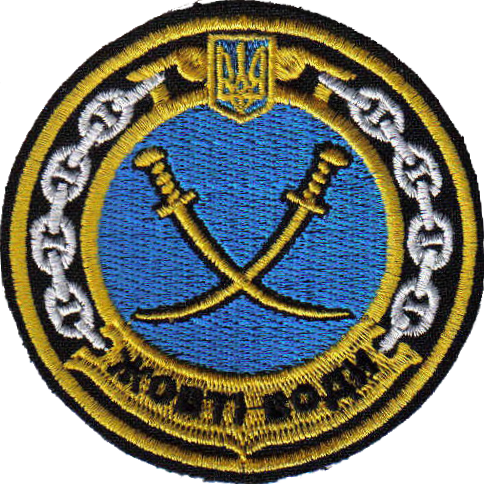
Abzeichen der Schowdi Wody U-310

Der „Tag der Stadt“ wird am letzten Sonntag im August als Feiertag begangen.
Denkwürdige Ereignisse der Stadt sind:
- Der „Siegestag“ im Gedenken des Sieges Bohdan Chmelnyzkyjs über den polnischen Adel im Jahr 1648 wird am 16. Mai gefeiert.
- Als „Tag der Befreiung“ von den Nazi-Invasoren im Jahre 1943 wird der 20. Oktober begangen.[98]

### Sonstiges
Bis zum 18. Juni 2004 trug ein Minensuchboot der ukrainischen Marine, die Schowty Wody U310 (die heutige Tschernihiw U310) den Namen der Stadt.